# Christoph Schönfelder

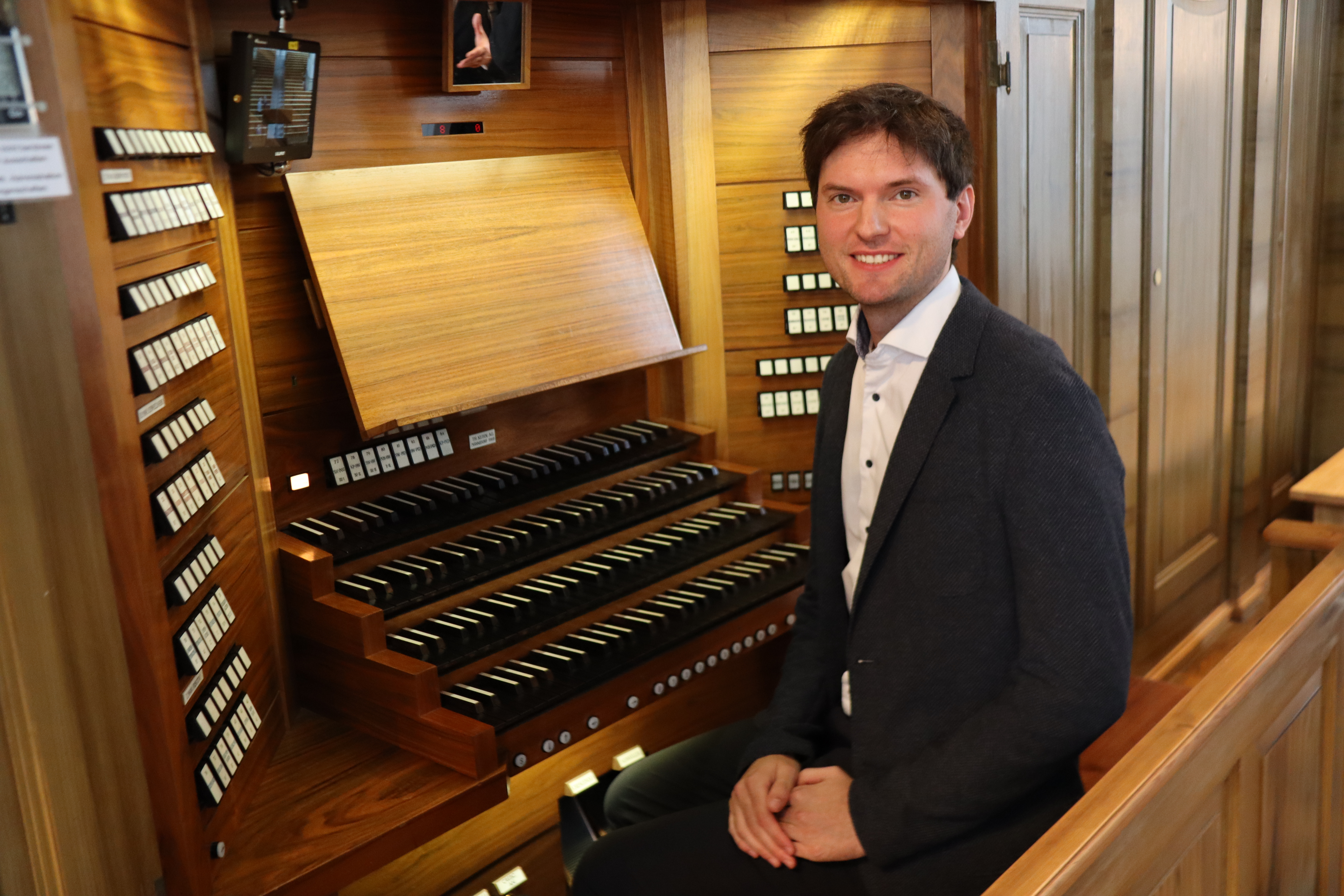
Christoph Schönfelder (2022)

Christoph Martin Franziskus Schönfelder (* 1992 in Landshut) ist ein deutscher Organist und Kirchenmusiker und Domorganist an der Kathedrale St. Gallen (Schweiz).

## Werdegang
Christoph Schönfelder erhielt als Sänger der Regensburger Domspatzen seine musikalische Grundausbildung am dortigen Musikgymnasium und nahm Orgelunterricht beim Regensburger Domorganisten Franz Josef Stoiber. Nach dem Abitur 2011 studierte er an der Hochschule für Musik und Theater München Kirchenmusik mit Schwerpunkt Orgelimprovisation (Master) bei Wolfgang Hörlin; ab 2012 folgte Orgel bei Harald Feller und 2014 Klavier bei Olaf Dreßler. Seit 2017 war er Lehrbeauftragter, von 2021 bis 2023 hauptamtlicher Dozent für Liturgisches Orgelspiel und Improvisation an der HMT München. Privatstudien führten ihn zu Francesco Finotti nach Italien. An der Martinskirche Landshut hatte er eine Assistentenstelle inne.
Im August 2023 trat er die Nachfolge von Willibald Guggenmos als Domorganist an der Kathedrale St. Gallen an. Von 2023 bis 2025 unterrichtete er als Dozent für Orgelliteratur und Orgelimprovisation an der Diözesanen Kirchenmusikschule St. Gallen und leitet regelmäßig Fortbildungskurse in Orgelimprovisation. Ebenso ist er als Juror bei Orgelimprovisationswettbewerben tätig. Seine Orgel-Transkription von Sergej Rachmaninows 2. Klavierkonzert op. 18 wurde vom Bayerischen Rundfunk dokumentiert. Für YouTube spielte er unter anderem Franz Liszts Totentanz auf der Orgel (Transkription von Harald Feller) sowie Harald Fellers Variationen über Ode an die Freude ein.
Christoph Schönfelder war Stipendiat der Studienstiftung des deutschen Volkes (Orgel) und des Fördervereines Freunde Junger Musiker (Klavier).

## Konzerttätigkeit als Organist
Christoph Schönfelder konzertierte in der Abtei Maria Laach, im Passauer Dom, im Freiburger Münster, in der Frauenkirche Dresden, in der Leonhardskirche Basel, im Rahmen der Churer Orgelkonzerte, an der Heldenorgel Kufstein, im Duomo di San Lorenzo in Abano Terme, beim Internationalen Orgelfestival „Città di Bergamo“ sowie in Spanien und Südkorea.

## Preise und Auszeichnungen
- 2012: 1. Preis, Internationaler Orgelimprovisationswettbewerb, Aigen-Schlägl (Oberösterreich).[3]
- 2013: Stipendiat, Orgelimprovisation, Deutscher Musikwettbewerb des Deutschen Musikrates, Bonn.[14]
- 2013: 2. Preis (zusammen mit David Cassan, bei Nichtvergabe des 1. und 3. Preises), Internationaler Orgelimprovisationswettbewerb, Dudelange (Luxemburg).[15]
- 2013: 2. Preis, Bayreuther Richard-Wagner-Improvisationswettbewerb für Klavier und Orgel, Hochschule für evangelische Kirchenmusik.
- 2013: 1. Preis, Internationaler Arthur-Piechler-Orgelimprovisationswettbewerb, Landau an der Isar.
- 2017: 1. Preis, Orgel (zusammen mit Vincenzo Allevato) beim Kulturkreis Gasteig Musikpreis, München.[16]

## Kompositionen (Auswahl)
- Toccata für Orgel (2020).[17]